# Schronisko przy Wierzchowskiej Górnej Trzecie
Schronisko przy Wierzchowskiej Górnej Trzecie, Schronisko przy Głównym Otworze Jaskini Wierzchowskiej Górnej – jaskinia w Dolinie Kluczwody w granicach wsi Wierzchowie, w gminie Wielka Wieś w powiecie krakowskim, w województwie małopolskim. Pod względem geograficznym jest to obszar Wyżyny Olkuskiej wchodzący w skład Wyżyny Krakowsko-Częstochowskiej.

## Opis obiektu
Obiekt typu schronisko znajduje się w skale kilkadziesiąt metrów na północ od głównego otworu Jaskini Wierzchowskiej Górnej. Jego duży, trójkątny otwór jest widoczny z drogi przed jaskinią. Został zabezpieczony metalową siatką. Za otworem jest korytarz, początkowo wysoki i szeroki, ale stopniowo zwężający się ku końcowi.
Obiekt powstał w późnojurajskich wapieniach skalistych na pionowej szczelinie, która z czasem uległa powiększeniu wskutek procesów grawitacyjnych i wietrzenia. Odegrały one główna rolę w powstaniu jaskini, ale widoczne są także ślady przepływu wody. Wśród nacieków występują tylko słabo wykształcone nacieki grzybkowe, na ścianach widoczne są ponadto czarne naloty. Namulisko składa się z próchnicy zmieszanej z wapiennym gruzem, w głębi jest gliniaste. Widno jest tylko w pobliżu otworu, tu w zasięgu światła na ścianach rozwijają się glony. W głębi jest ciemno. Ze zwierząt obserwowano pająki z rodzaju Meta.
Jaskinię Wierzchowską Górną badał Kazimierz Kowalski. Schroniska tego nie opisał jako odrębnego obiektu, ale zaznaczył go na planie jaskini jako jeden z jej otworów. Jako odrębny obiekt wzmiankowali go dopiero A. Górny i M. Szelerewicz w 1986 r. Obecną jego dokumentację i plan sporządził N. Sznobert w kwietniu 2015 r.

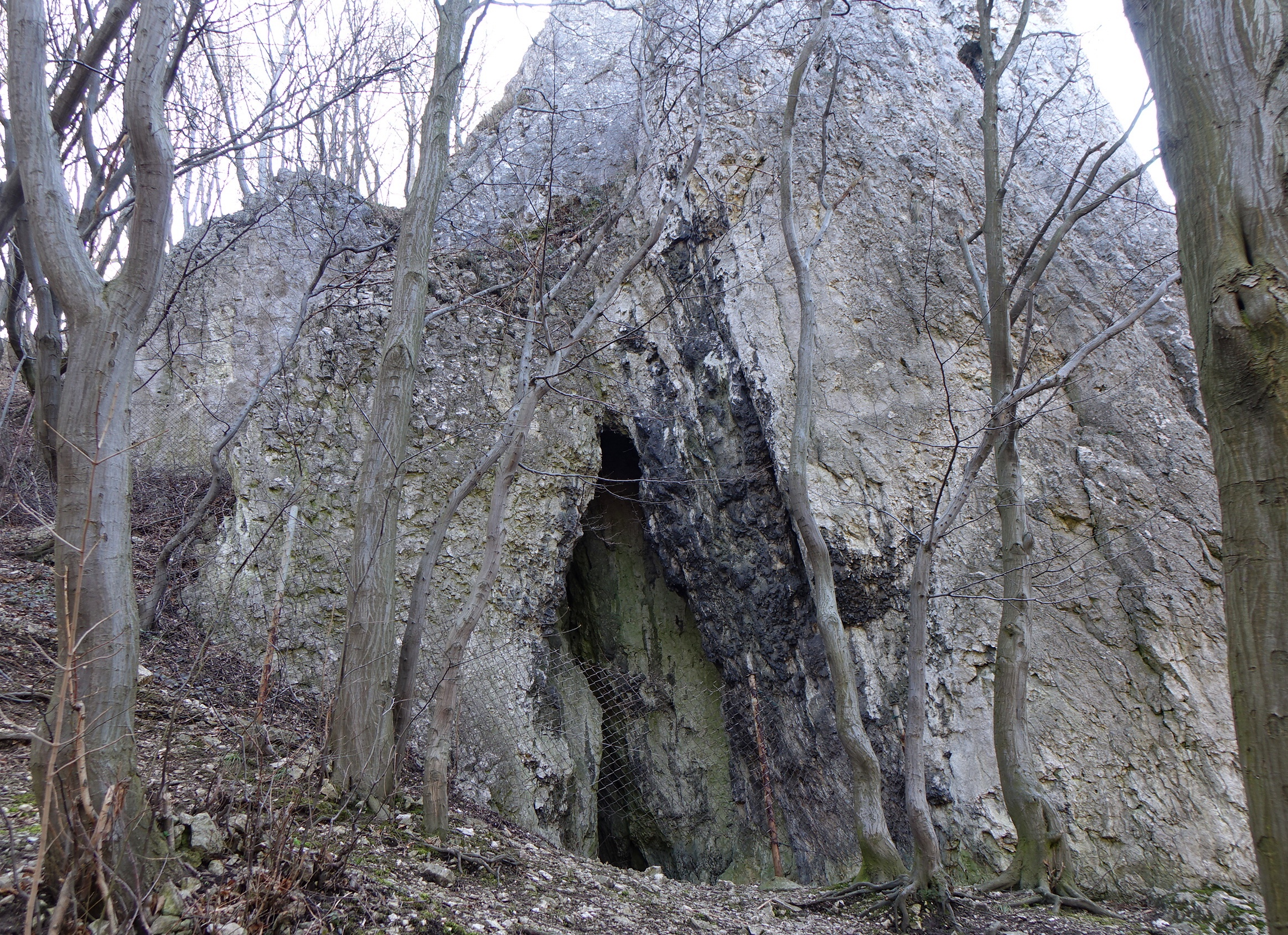
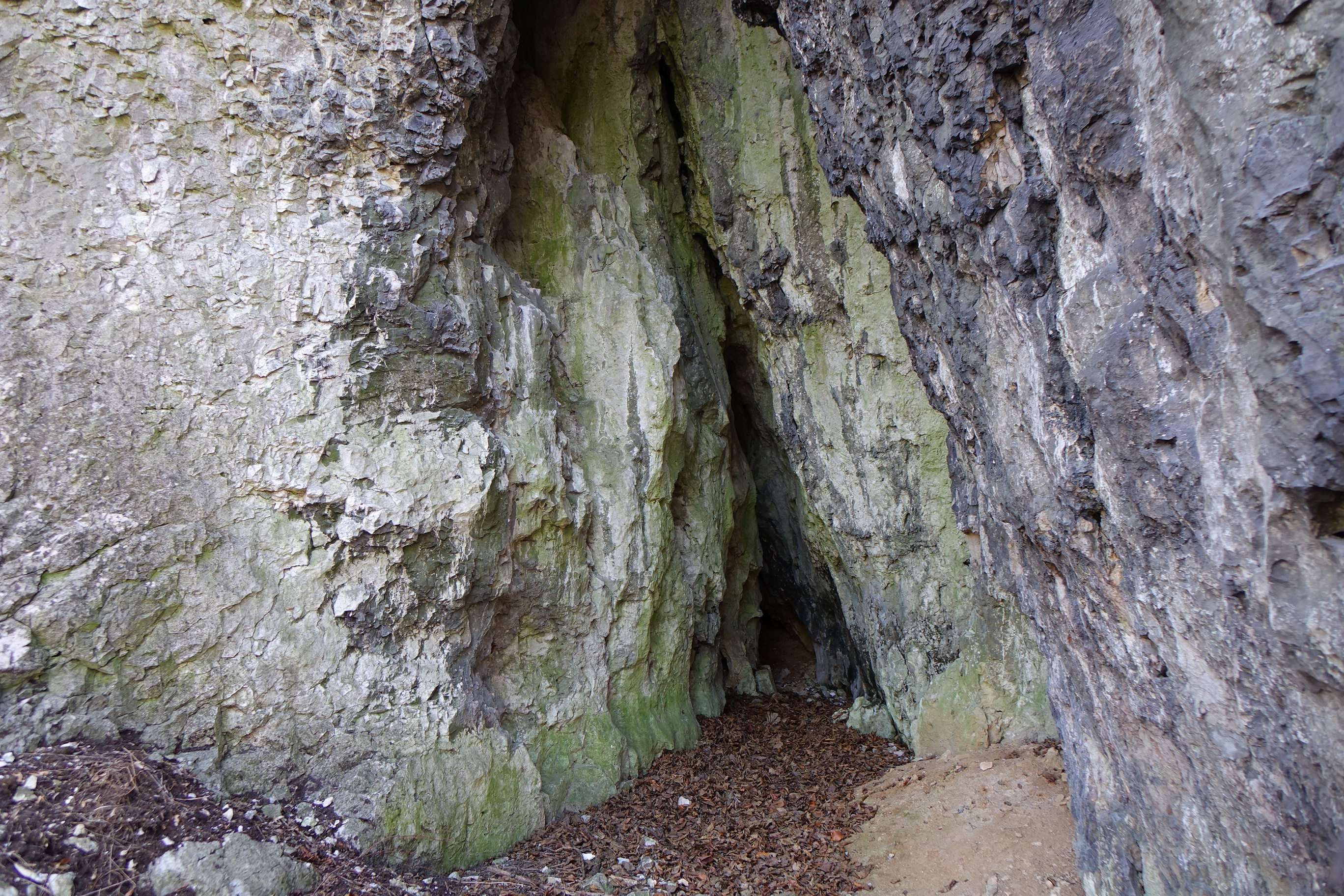